# Salto el Alamo
Salto el Alamo är ett vattenfall i Mexiko.   Det ligger i delstaten Sonora, i den nordvästra delen av landet, 1 600 km nordväst om huvudstaden Mexico City. Salto el Alamo ligger 1 026 meter över havet.
Terrängen runt Salto el Alamo är lite bergig, och sluttar västerut. Runt Salto el Alamo är det mycket glesbefolkat, med 2 invånare per kvadratkilometer. Närmaste större samhälle är La Mora, 10,7 km väster om Salto el Alamo. Omgivningarna runt Salto el Alamo är i huvudsak ett öppet busklandskap.